# Eccidio di Pietransieri
L'eccidio di Pietransieri fu compiuto dalle forze di occupazione naziste in Italia il 21 novembre 1943 a Pietransieri, frazione del comune di Roccaraso (provincia dell'Aquila).
In località bosco di Limmari i soldati tedeschi trucidarono 128 persone inermi, di cui 60 donne, 34 bambini al di sotto dei 10 anni, e molti anziani, senza motivazioni documentate, ma per il semplice sospetto che la popolazione civile sostenesse i partigiani.

## Contesto storico
La zona in cui avvenne il massacro rappresentava uno dei capisaldi della linea difensiva Gustav su cui le forze armate tedesche si attestarono dopo lo sbarco alleato a Salerno.
Hitler ordinò alle forze tedesche di stanza in Italia centrale di mantenere le proprie posizioni fino alla primavera del 1945, facendo terra bruciata attorno alle formazioni partigiane operanti. Il maresciallo Albert Kesselring fece affiggere un manifesto nelle località di Rivisondoli, Pescocostanzo, Roccaraso, Roccacinquemiglia, e Pietransieri, secondo cui "Tutti coloro che si troveranno ancora in paese o sulle montagne circostanti saranno considerati ribelli e ad essi sarà riservato il trattamento stabilito dalle leggi di guerra dell'esercito germanico", minaccia che fu probabilmente ignorata dalla popolazione, di umile condizione, che ben difficilmente avrebbe potuto abbandonare la propria terra e abitazione.

## Il massacro
La violenza dei tedeschi, comandati dal maggiore Wolf Werner Graf von der Schulenburg (responsabile anche della strage di Matera), si accanì in un primo momento contro il bestiame razziato, mitragliato e abbandonato nei boschi circostanti. In un secondo momento i nazisti rastrellarono gli abitanti inermi che si trovavano fra i casali dei Limmari e li trucidarono.
Le vittime furono 128: tra esse 34 bambini al di sotto dei 10 anni e un bimbo di un mese. I cadaveri restarono a lungo abbandonati nella boscaglia, nelle radure, fra le rovine dei casali, sepolti dalla neve sino all'estate del 1944.
Scampò alla strage una sola superstite, Virginia Macerelli, una bambina di sei anni che fu occultata e protetta dalle vesti della mamma.

## Il ricordo

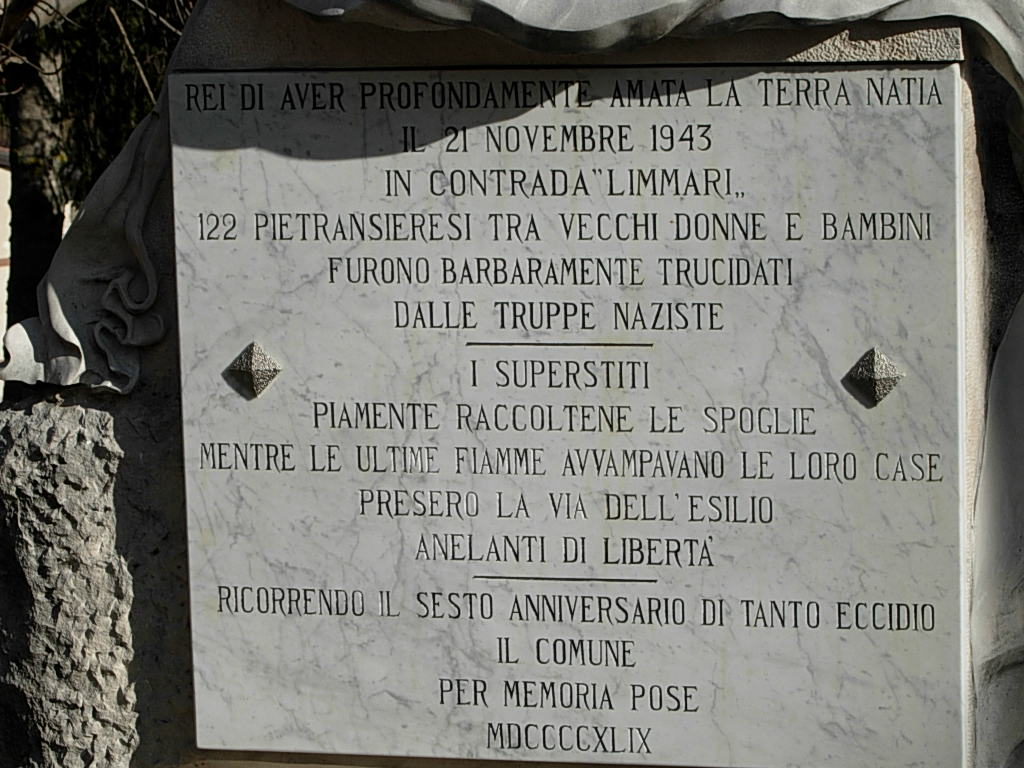
Lapide che ricorda l'eccidio

Sul luogo della strage (piazza XXI Novembre  di Pietransieri) fu edificato un piccolo tempio ottagonale, le cui pareti interne sono coperte di targhette di pietra che recano il nome e l'età di tutti i caduti. Per ricordare i martiri, si svolge nel paese il 20 novembre la fiaccolata del Ricordo che, sin dal 1945, ripercorre in maniera simbolica il percorso effettuato dalle sfortunate vittime, con una processione notturna che parte dalla località Limmari per giungere in paese.
Sul gonfalone del Comune di Roccaraso è stata appuntata la Medaglia d'Oro al Valor Militare il 15 luglio 1967 dall'allora capo dello Stato Giuseppe Saragat, in memoria della terribile strage.
Tra il 2008 e il 2009 i registi Anna Cavasinni e Fabrizio Franceschelli hanno realizzato con gli abitanti di Pietransieri il film sulla memoria dell'eccidio "Il sangue dei Limmari". Testimoni oculari, fra i quali l'unica superstite della strage, Virginia Macerelli, e una gran parte della comunità locale hanno ricostruito il dramma dell'evacuazione e poi del terrore sparso tra i casolari dalle truppe tedesche.

## Galleria d'immagini

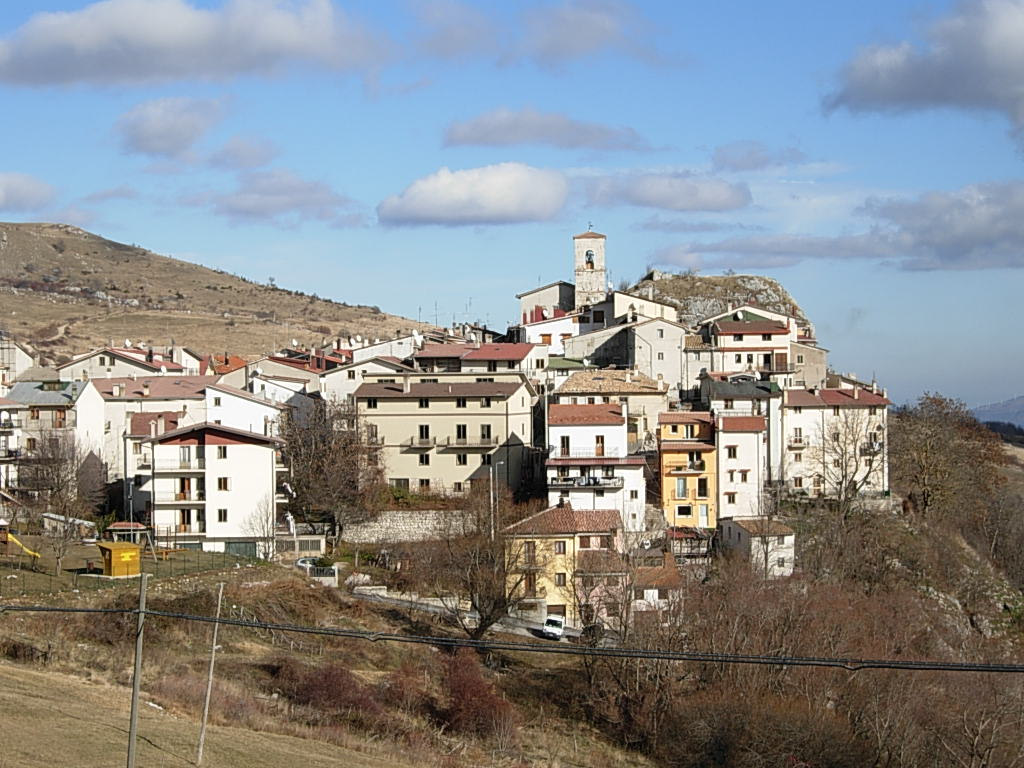
Pietransieri, oggi
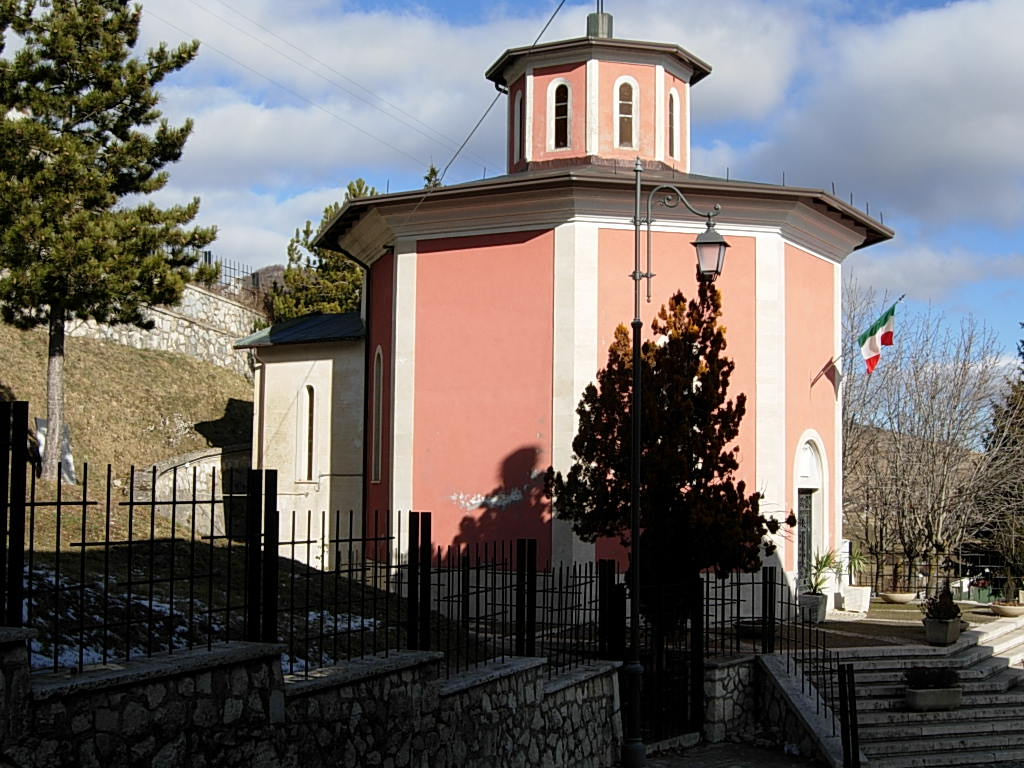
Il tempio che ricorda l'eccidio
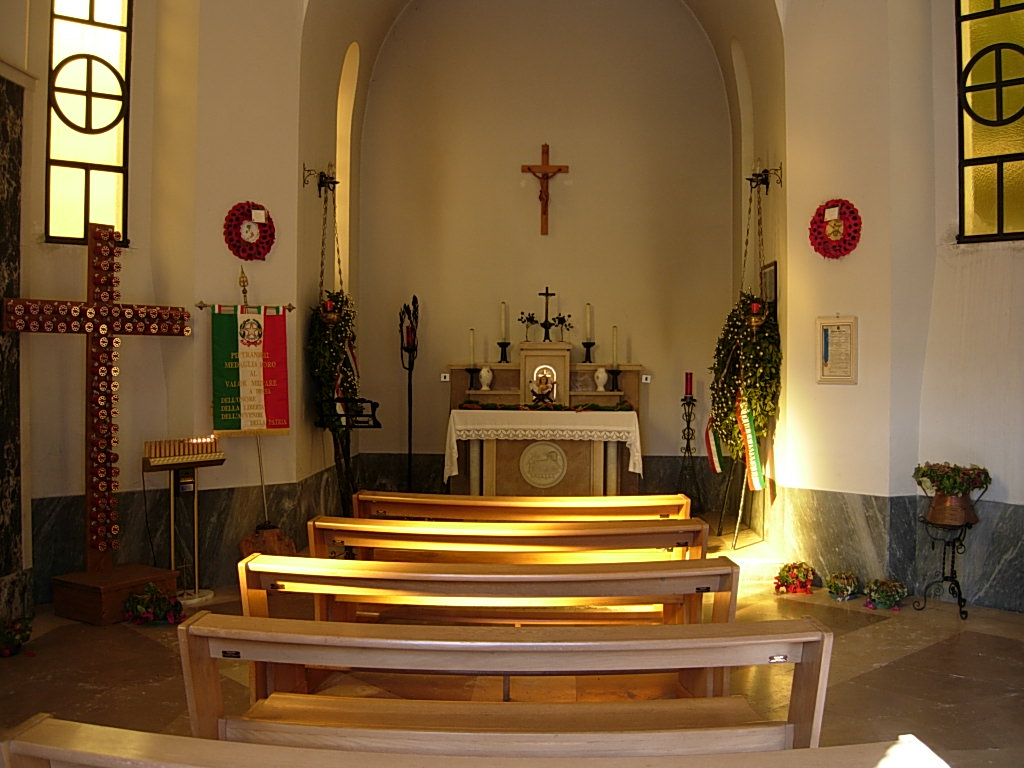
Interno del tempio
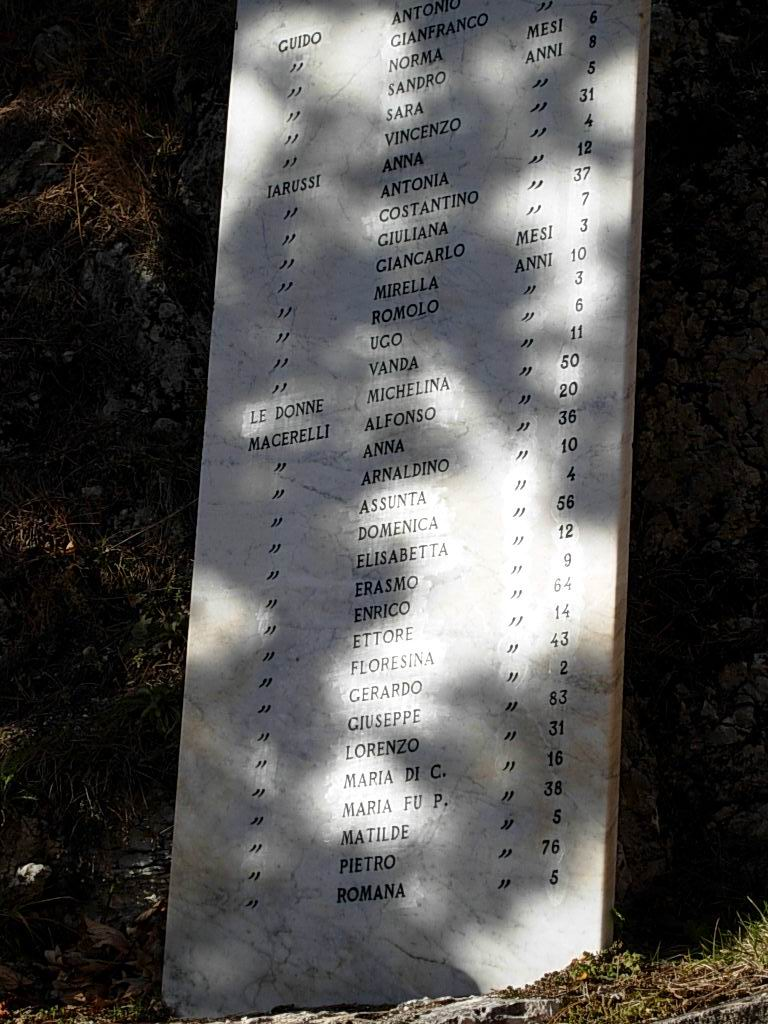
Nomi di alcuni caduti